# RSC Anderlecht in het seizoen 1999/00
RSC Anderlecht snakte naar zijn 25e landstitel en haalde daarom voor het seizoen 1999/00 Aimé Anthuenis in huis. Die trainer was een seizoen eerder kampioen geworden met Racing Genk en moest nu hetzelfde verwezenlijken met paars-wit. Anthuenis kon daarbij rekenen op nieuwe aanwinst Jan Koller. De boomlange Tsjech werd weggehaald bij Sporting Lokeren om bij Anderlecht een gevaarlijk spitsenduo te vormen met Tomasz Radzinski. Op de op twee na laatste speeldag speelde Anderlecht tegen nota bene Genk kampioen.
In de beker moest Anderlecht al in de eerste ronde het onderspit delven. Tweedeklasser KSV Ingelmunster won na verlengingen verrassend met 1-4.
Paars-wit wist zich wel te plaatsen voor de UEFA Cup en schakelde in de eerste ronde het Sloveense FC Ljubljana uit. In de tweede ronde nam Anderlecht het op tegen het Italiaanse Bologna. De heenwedstrijd in het Astridpark eindigde op 2-1, maar in de terugwedstrijd zette Bologna de scheve situatie zonder problemen recht (3-0).
Verder won Anderlecht ook de laatste editie van de Ligabeker.
De 35-jarige Lorenzo Staelens, die bij Club Brugge al enkele keren naast de Gouden Schoen had gegrepen, mocht de prestigieuze trofee in januari 2000 in ontvangst nemen. Na het seizoen werd Anthuenis voor de tweede keer op rij uitgeroepen tot Trainer van het Jaar. Filip De Wilde werd voor de tweede maal in zijn carrière verkozen tot Keeper van het Jaar.

## Spelerskern
| Nr.           | Naam               | Nationaliteit  | Geboortedatum | Vorige club                  |
| ------------- | ------------------ | -------------- | ------------- | ---------------------------- |
| Keepers       |                    |                |               |                              |
| 1             | Filip De Wilde     | België         | 05-07-1964    | 1996-1998 Sporting Portugal  |
| 15            | Geert De Vlieger   | België         | 16-10-1971    | 1998-1999 KRC Harelbeke      |
| 23            | Zvonko Milojević   | Servië         | 30-08-1971    | 1989-1997 Rode Ster Belgrado |
| Verdedigers   |                    |                |               |                              |
| 2             | David Brocken      | België         | 18-02-1971    | 1989-1999 Lierse SK          |
| 3             | Davy Oyen          | België         | 17-07-1975    | 1998-1999 PSV Eindhoven      |
| 5             | Glen De Boeck      | België         | 22-08-1971    | 1992-1995 KV Mechelen        |
| 6             | Lorenzo Staelens   | België         | 30-04-1964    | 1989-1998 Club Brugge        |
| 9             | Didier Dheedene    | België         | 22-01-1972    | 1990-1997 Germinal Ekeren    |
| 12            | Olivier Doll       | België         | 09-06-1973    | 1989-1994 RFC Seraing        |
| 16            | Bertrand Crasson   | België         | 05-10-1971    | 1996-1998 SSC Napoli         |
| 17            | Stéphane Stassin   | België         | 08-10-1976    | /                            |
| 19            | Mike Verstraeten   | België         | 12-08-1967    | 1990-1999 Germinal Ekeren    |
|               | Tibor Selymes      | Roemenië       | 15-05-1970    | 1993-1996 Cercle Brugge      |
| Middenvelders |                    |                |               |                              |
| 4             | Enzo Scifo         | België         | 19-02-1966    | 1994-1997 AS Monaco          |
| 7             | Bart Goor          | België         | 09-04-1973    | 1996-1997 KRC Genk           |
| 10            | Pär Zetterberg     | België         | 14-10-1970    | 1986 Falkenbergs FF          |
| 11            | Alin Stoica        | Roemenië       | 24-11-1976    | 1995-1996 Steaua Boekarest   |
| 14            | Patrick van Diemen | Nederland      | 12-06-1972    | 1996-1998 RKC Waalwijk       |
| 21            | Tom Soetaers       | België         | 21-07-1980    | /                            |
| 25            | Stijn Meert        | België         | 06-04-1978    | 1995-1999 KV Kortrijk        |
| 28            | Walter Baseggio    | België         | 19-08-1978    | /                            |
| Aanvallers    |                    |                |               |                              |
| 8             | Jan Koller         | Tsjechië       | 30-03-1973    | 1996-1999 KSC Lokeren        |
| 13            | Tomasz Radzinski   | Canada / Polen | 14-12-1973    | 1994-1998 Germinal Ekeren    |
| 18            | Elos Elonga-Ekakia | Congo-Kinshasa | 02-05-1974    | 1998-1999 Club Brugge        |
| 20            | Yannis Anastasiou  | Griekenland    | 05-03-1973    | 1996-1998 OFI Kreta          |
| 22            | Oleg Iachtchouk    | Oekraïne       | 26-10-1977    | 1994-1996 Nyva Ternopil      |
| 27            | Edrissa Sonko      | Gambia         | 23-03-1980    | /                            |

### Technische staf
| Functie         | Naam               | Nationaliteit |
| --------------- | ------------------ | ------------- |
| Coach           | Aimé Anthuenis     | België        |
| Assistent-coach | Franky Vercauteren | België        |
| Keeperstrainer  | Jacky Munaron      | België        |
| Team manager    | Pierre Leroy       | België        |

## Resultaten
Een overzicht van de competities waaraan Anderlecht in het seizoen 1999-2000 deelnam.
| Seizoen 1999/00  | Seizoen 1999/00 | Seizoen 1999/00       |
| Competitie       | Resultaat       | Uitgeschakeld door    |
| ---------------- | --------------- | --------------------- |
| Jupiler Liga     | Kampioen        |                       |
| Beker van België | 1/16 finale     | KSV Ingelmunster (II) |
| Ligabeker        | Winnaar         | Excelsior Moeskroen   |
| UEFA Cup         | Tweede ronde    | Bologna               |

## Uitrustingen
Shirtsponsor(s): Generale Bank / Fortis

Sportmerk: adidas
| Thuis | Uit | Thuis | Uit | Doelman | Doelman |

## Transfers

### Zomer
| Naam               | Nationaliteit  | Van/naar        | Type        |
| ------------------ | -------------- | --------------- | ----------- |
| Inkomend           |                |                 |             |
| David Brocken      | België         | Lierse SK       | Gekocht     |
| Stijn Meert        | België         | KV Kortrijk     | Gekocht     |
| Elos Elonga-Ekakia | Congo-Kinshasa | Club Brugge     | Geleend     |
| Jan Koller         | Tsjechië       | KSC Lokeren     | Gekocht     |
| Davy Oyen          | België         | PSV             | Geleend     |
| Edrissa Sonko      | Gambia         | RSC Anderlecht  | Eigen jeugd |
| Mike Verstraeten   | België         | zonder club     | /           |
| Uitgaand           |                |                 |             |
| Ole Martin Årst    | Noorwegen      | AA Gent         | Verkocht    |
| Geoffrey Claeys    | België         | Eendracht Aalst | Verkocht    |
| Wim De Coninck     | België         | Eendracht Aalst | Verkocht    |
| Frédéric Peiremans | België         | FC Twente       | Verkocht    |
| Dan Petersen       | Denemarken     | Bastia          | Verkocht    |
| Gaston Taument     | Nederland      | OFI Kreta       | Verkocht    |

### Winter
| Naam                | Nationaliteit | Van/naar       | Type     |
| ------------------- | ------------- | -------------- | -------- |
| Uitgaand            |               |                |          |
| Tibor Selymes *     | Roemenië      | Standard Luik  | Verkocht |
| Geert De Vlieger ** | België        | Willem II      | Verkocht |
| David Brocken       | België        | Standard Luik  | Verkocht |
| Tom Soetaers ***    | België        | Roda JC        | Verkocht |
| Stijn Meert         | België        | MVV Maastricht | Verhuurd |

* Op 19 oktober 1999.

** Op 24 november 1999.

*** Op 15 februari 2000.

## Competitie

### Overzicht
| Speeldag  | 1 | 2 | 3 | 4  | 5  | 6  | 7  | 8  | 9  | 10 | 11 | 12 | 13 | 14 | 15 | 16 | 17 | 18 | 19 | 20 | 21 | 22 | 23 | 24 | 25 | 26 | 27 | 28 | 29 | 30 | 31 | 32 | 33 | 34 |
| --------- | - | - | - | -- | -- | -- | -- | -- | -- | -- | -- | -- | -- | -- | -- | -- | -- | -- | -- | -- | -- | -- | -- | -- | -- | -- | -- | -- | -- | -- | -- | -- | -- | -- |
| Resultaat | w | w | w | g  | w  | w  | g  | w  | w  | w  | w  | w  | w  | v  | g  | w  | w  | g  | w  | g  | g  | w  | w  | w  | w  | w  | g  | g  | w  | v  | v  | w  | w  | g  |
| Punten    | 3 | 6 | 9 | 10 | 13 | 16 | 17 | 20 | 23 | 26 | 29 | 32 | 35 | 35 | 36 | 39 | 42 | 43 | 46 | 47 | 48 | 51 | 54 | 57 | 60 | 63 | 64 | 65 | 68 | 68 | 68 | 71 | 74 | 75 |

### Klassement
|             |    |                    | P  | W  | G  | V  | +  | -  | DS  | Ptn |
| ----------- | -- | ------------------ | -- | -- | -- | -- | -- | -- | --- | --- |
| K (CL)      | 1  | Anderlecht         | 34 | 22 | 9  | 3  | 86 | 36 | +50 | 75  |
| (UEFA)      | 2  | Club Brugge        | 34 | 21 | 4  | 9  | 70 | 32 | +38 | 67  |
| (UEFA)      | 3  | AA Gent            | 34 | 20 | 3  | 11 | 78 | 54 | +24 | 63  |
|             | 4  | Moeskroen          | 34 | 16 | 9  | 9  | 67 | 45 | +22 | 57  |
|             | 5  | Standard Luik      | 34 | 18 | 2  | 14 | 66 | 52 | +14 | 56  |
|             | 6  | Westerlo           | 34 | 16 | 8  | 10 | 73 | 66 | +7  | 56  |
|             | 7  | Germinal Beerschot | 34 | 16 | 7  | 11 | 56 | 45 | +11 | 55  |
| (beker)     | 8  | Genk               | 34 | 16 | 6  | 12 | 63 | 59 | +4  | 54  |
| (fair play) | 9  | Lierse             | 34 | 15 | 7  | 12 | 65 | 47 | +18 | 52  |
|             | 10 | Lokeren            | 34 | 12 | 11 | 11 | 56 | 58 | −2  | 47  |
|             | 11 | KV Mechelen        | 34 | 12 | 5  | 17 | 47 | 77 | −30 | 41  |
|             | 12 | Eendracht Aalst    | 34 | 11 | 4  | 19 | 53 | 72 | −19 | 37  |
|             | 13 | Sint-Truiden       | 34 | 10 | 7  | 17 | 41 | 65 | −24 | 37  |
|             | 14 | Harelbeke          | 34 | 10 | 5  | 19 | 56 | 72 | −16 | 35  |
|             | 15 | Beveren            | 34 | 9  | 8  | 17 | 51 | 69 | −18 | 35  |
|             | 16 | Charleroi          | 34 | 7  | 10 | 17 | 42 | 62 | −20 | 31  |
| D           | 17 | Verbroedering Geel | 34 | 5  | 13 | 16 | 32 | 60 | −28 | 28  |
| D           | 18 | Lommel             | 34 | 5  | 12 | 17 | 35 | 66 | −31 | 27  |

P: wedstrijden gespeeld, W: wedstrijden gewonnen, G: gelijke spelen, V: wedstrijden verloren, +: gescoorde doelpunten, -: doelpunten tegen, DS: doelsaldo, Ptn: totaal punten
K: kampioen, D: degradeert, (beker): bekerwinnaar, (CL): geplaatst voor Champions League, (UEFA): geplaatst voor UEFA-beker. (fair play): Europees geplaatst via wildcard voor fair

## Individuele prijzen
- Gouden Schoen - Lorenzo Staelens
- Keeper van het Jaar - Filip De Wilde
- Trainer van het Jaar - Aimé Anthuenis
- Fair-Play Prijs - Pär Zetterberg

## Afbeeldingen

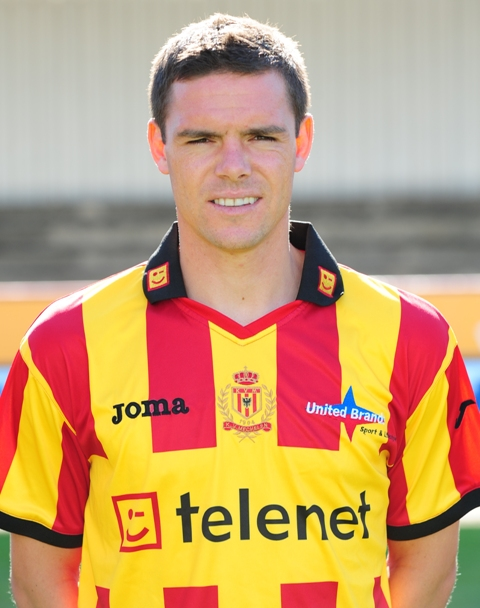
Tom Soetaers (middenvelder)
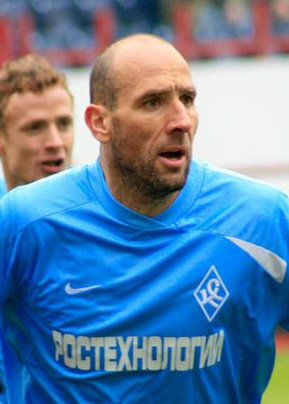
Jan Koller (aanvaller)
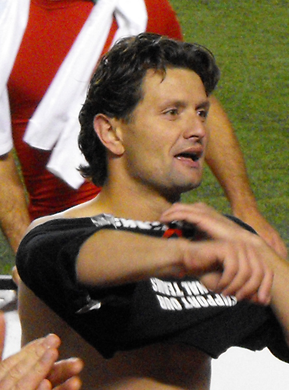
Tomasz Radzinski (aanvaller)
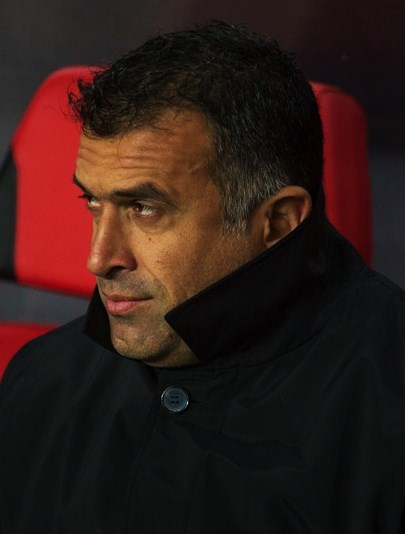
Yannis Anastasiou (aanvaller)